# نايلة الصليبي
نايلة الصليبي (بالفرنسية: Nayla Salibi) أو نائلة الصليبي هيَ صحفية فرنسية مِن أصول لبنانية. تُقدم نايلة عدد من الفَقرات في إذاعة مونت كارلو الدولية منذُ عام 1990، وهي مُتخصصة في التقنيات الحديثة والإعلام الجديد، كما أنها كانت مسؤولة التحرير على موقع الإنترنت لإذاعة مونت كارلو الدولية.

## حياتها
وُلدت نايلة في قرية بخشتيه في محافظة جبل لبنان، وتَعيش حالياً في مدينة باريس في فرنسا. كانت بداية نايلة المِهنية في عام 1982 حيثُ عملت في إذاعة باريس– المتوسط وفي الفترة ما بين 1984–1985 عملت في إذاعة الشرق في باريس، وفي 1986 عملت فترة تدريبية في صحيفة «العمل» و«النهار» في لبنان، ثُم بين عامي 1987-1988 عملت في إذاعة العرب في باريس، وعملت أيضاً صحفية محررة مُصورة في التلفزيون، وكان لها دور في تصميم وإدارة عدد من المشاريع المتعددة الوسائط ومواقع الإنترنت، كما عملت مراسلة لعدة وسائل إعلامية في بيروت.
تابعت نايلة عدد من الدورات التدريبية في المعهد الوطني للعلوم السمعية البصرية في فرنسا. في الفترة ما بين 1982-1986 حَصلت نايلة على درجة الماجستير في علوم المعلومات والاتصالات من الجامعة اللبنانية في بيروت.
في عام 1990 حصلت نايلة على «الشهادة في الدراسات المُعمقة» في العلوم الاجتماعية للإعلام والتواصل من جامعة باريس السابعة، وفي نفس العام انضمت نايلة إلى «إذاعة مونت كارلو الشرق الأوسط» واستمرت فيها حتى عام 2000 ثُم عادت إليها في عام 2005، وقد تحول اسم الإذاعة بعد ذلك إلى إذاعة مونت كارلو الدولية. حالياً تقدم نايلة فقرة يوميات «إي ميل» وأسبوعية «ديجيتال» على إذاعة مونت كارلو الدولية، كما أنها مسؤولة عن فقرة «مدونة اليوم».
تعمل نايلة ضِمن أكاديمية فرانس ميديا موند على مهمة تَدريب الصحافيين على استخدام الإعلام الاجتماعي والتقنيات الحديثة في العمل الصحفي الميداني بالإضافة إلى تقنيات الكتابة للإنترنت.

## روابط خارجية
- الموقع الرسمي
- سيرة نايلة الصليبي الذاتية.